# Temporada da LEB Prata de 2017–18
A Temporada 2017–18 da LEB Prata foi a 18.ª edição da competição de terciária do basquetebol masculino da Espanha segundo sua piramide estrutural. É organizada pela Federação Espanhola de Basquete, sendo sua segunda liga.

## Clubes Participantes
| Equipe                                 | Cidade               | Arena                         | Treinador              |
| -------------------------------------- | -------------------- | ----------------------------- | ---------------------- |
| Aceitunas Fragata Morón                | Morón de la Frontera | Alameda                       | Rafael Rufián          |
| Agustinos Leclerc                      | Leão                 | Palacio de los Deportes       | Jorge Álvarez          |
| Aquimisa Laboratorios Queso Zamorano   | Samora               | Ángel Nieto                   | Saulo Hernández        |
| Arcos Albacete Basket                  | Albacete             | Pabellón del Parque           | Alfredo Gálvez         |
| Ávila Auténtica Carrefour "El Bulevar" | Ávila                | Carlos Sastre                 | Sergio Jiménez         |
| Basket Navarra                         | Pamplona             | Universitario de Navarra      | David Mangas           |
| Baskonia B                             | Vitoria-Gasteiz      | Mendizorrotza                 | Jon Txakartegi         |
| CB Extremadura Plasencia               | Plasencia            | Pabellón Ciudad de Plasencia  | Carlos Díaz            |
| CB Martorell                           | Martorell            | Pavelló Esportiu Municipal    | Joan Albert Cuadrat    |
| Covirán Granada                        | Granada              | Palacio de Deportes           | Pablo Pin              |
| Fundación Globalcaja La Roda           | La Roda              | Juan José Lozano Jareño       | Álex González          |
| HLA Alicante                           | Alicante             | Pedro Ferrándiz               | David Varela           |
| Real Canoe NC                          | Madrid               | Polideportivo Pez Volador     | Miguel Ángel Aranzábal |
| Real Murcia Baloncesto                 | Murcia               | Pabellón Príncipe de Asturias | Armando Gómez          |
| Torrons Vicens CB L'Hospitalet         | L'Hospitalet         | Nou Pavelló del Centre        | Jorge Tarragona        |
| Xuven Cambados                         | Cambados             | O Pombal                      | Chiqui Barros          |

## Formato
A competição é disputada por 16 equipes (2 rebaixadas da LEB Ouro, 12 remanescentes e 2 ascendidas da Liga EBA) em temporada regular onde as equipes se enfrentam com jogos sendo mandante e visitante, determinando ao término desta as colocações do primeiro ao último colocados. Prevê-se a promoção à Liga Ouro o primeiro colocado da temporada regular, juntamente do vencedor dos playoffs.

## Temporada Regular

### Tabela de Classificação
| Pos. | Clube                                  | J  | V  | D  | PF    | PC    | Pts. | Classificação           |
| ---- | -------------------------------------- | -- | -- | -- | ----- | ----- | ---- | ----------------------- |
| 1    | Covirán Granada                        | 30 | 23 | 7  | 2.327 | 2.047 | 53   | Promovido para LEB Ouro |
| 2    | Fundación Globalcaja La Roda           | 30 | 23 | 7  | 2.335 | 2.212 | 53   | Playoffs                |
| 3    | HLA Alicante                           | 30 | 21 | 9  | 2.354 | 2.184 | 51   | Playoffs                |
| 4    | Ávila Auténtica Carrefour "El Bulevar" | 30 | 18 | 12 | 2.215 | 2.126 | 48   | Playoffs                |
| 5    | Torrons Vicens CB L'Hospitalet         | 30 | 18 | 12 | 2.310 | 2.349 | 48   | Playoffs                |
| 6    | Arcos Albacete Basket                  | 30 | 18 | 12 | 2.238 | 2.238 | 48   | Playoffs                |
| 7    | Aceitunas Fragata Morón                | 30 | 16 | 14 | 2.299 | 2.201 | 46   | Playoffs                |
| 8    | Basket Navarra                         | 30 | 15 | 15 | 2.346 | 2.330 | 45   | Playoffs                |
| 9    | Real Canoe NC                          | 30 | 14 | 16 | 2.338 | 2.349 | 44   | Playoffs                |
| 10   | Baskonia B                             | 30 | 13 | 17 | 2.276 | 2.323 | 43   |                         |
| 11   | CB Extremadura Plasencia               | 30 | 12 | 18 | 2.276 | 2.321 | 42   |                         |
| 12   | Real Murcia Baloncesto                 | 30 | 12 | 18 | 2.141 | 2.200 | 42   |                         |
| 13   | Xuven Cambados                         | 30 | 11 | 19 | 2.262 | 2.335 | 41   | Rebaixados Liga EBA     |
| 14   | Aquimisa Laboratorios Queso Zamorano   | 30 | 10 | 20 | 2.388 | 2.494 | 40   | Rebaixados Liga EBA     |
| 15   | Agustinos Leclerc                      | 30 | 10 | 20 | 2.388 | 2.543 | 40   | Rebaixados Liga EBA     |
| 16   | CB Martorell                           | 30 | 6  | 24 | 2.231 | 2.472 | 36   | Rebaixados Liga EBA     |

### Partidas
| Casa\Visitante                         | ACE   | AGU   | AQUI    | ARC    | AVI   | NAV   | BAS   | PLA    | MAR    | COV   | LAR    | ALI   | REA    | MUR   | LHO     | XUV    |
| -------------------------------------- | ----- | ----- | ------- | ------ | ----- | ----- | ----- | ------ | ------ | ----- | ------ | ----- | ------ | ----- | ------- | ------ |
| Aceitunas Fragata Morón                |       | 83-71 | 83-61   | 90-69  | 81-66 | 87-68 | 92-83 | 104-71 | 84-73  | 93-81 | 80-74  | 78-74 | 78-82  | 70-66 | 96-69   | 91-74  |
| Agustinos Leclerc                      | 63-75 |       | 106-100 | 62-68  | 80-77 | 87-83 | 76-61 | 83-92  | 91-81  | 82-92 | 98-101 | 63-77 | 95-92  | 93-99 | 95-97   | 94-101 |
| Aquimisa Laboratorios Queso Zamorano   | 80-77 | 84-66 |         | 96-100 | 84-79 | 86-82 | 90-78 | 70-71  | 95-71  | 57-88 | 73-93  | 92-94 | 91-83  | 85-62 | 86-73   | 85-89  |
| Arcos Albacete Basket                  | 72-65 | 89-70 | 75-65   |        | 86-89 | 87-74 | 60-76 | 77-76  | 81-79  | 65-77 | 71-81  | 99-87 | 76-62  | 72-56 | 58-66   | 72-71  |
| Ávila Auténtica Carrefour "El Bulevar" | 67-61 | 90-74 | 85-65   | 71-66  |       | 75-65 | 81-65 | 78-66  | 75-70  | 66-73 | 60-65  | 63-79 | 78-65  | 76-66 | 71-66   | 75-61  |
| Basket Navarra                         | 88-68 | 85-72 | 87-77   | 69-72  | 76-67 |       | 93-81 | 89-75  | 86-84  | 74-78 | 78-92  | 76-82 | 86-78  | 79-76 | 110-78  | 64-86  |
| Baskonia B                             | 72-68 | 84-80 | 91-73   | 66-81  | 59-86 | 76-78 |       | 85-83  | 77-63  | 61-74 | 75-70  | 71-85 | 88-75  | 75-68 | 96-70   | 72-73  |
| CB Extremadura Plasencia               | 82-64 | 84-68 | 93-81   | 77-73  | 83-72 | 74-63 | 77-75 |        | 78-60  | 71-77 | 77-80  | 90-98 | 70-64  | 89-66 | 66-81   | 70-83  |
| CB Martorell                           | 69-79 | 88-92 | 95-89   | 67-74  | 73-89 | 65-68 | 65-62 | 95-85  |        | 77-75 | 75-80  | 93-76 | 74-105 | 97-82 | 78-81   | 61-71  |
| Covirán Granada                        | 63-60 | 95-82 | 68-65   | 77-64  | 91-68 | 84-75 | 63-86 | 69-67  | 84-46  |       | 78-62  | 77-83 | 94-60  | 73-76 | 73-54   | 68-43  |
| Fundación Globalcaja La Roda           | 69-68 | 74-77 | 103-90  | 71-75  | 74-60 | 70-69 | 66-90 | 87-72  | 79-77  | 76-72 |        | 89-86 | 85-68  | 70-58 | 70-68   | 76-69  |
| HLA Alicante                           | 79-59 | 66-77 | 77-59   | 80-55  | 62-57 | 71-82 | 91-72 | 69-65  | 79-62  | 62-55 | 64-66  |       | 78-72  | 95-73 | 63-68   | 63-59  |
| Real Canoe NC                          | 92-79 | 85-75 | 84-83   | 89-77  | 64-73 | 66-70 | 97-71 | 91-77  | 98-91  | 72-96 | 76-81  | 62-78 |        | 77-65 | 75-69   | 86-71  |
| Real Murcia Baloncesto                 | 69-52 | 72-79 | 70-66   | 76-77  | 82-69 | 64-58 | 78-74 | 68-56  | 100-68 | 78-66 | 49-68  | 71-76 | 71-80  |       | 50-52   | 89-76  |
| Torrons Vicens CB L'Hospitalet         | 88-82 | 85-67 | 97-84   | 78-69  | 54-68 | 72-84 | 97-76 | 79-69  | 84-76  | 76-97 | 89-75  | 85-93 | 73-71  | 61-59 |         | 93-87  |
| Xuven Cambados                         | 66-72 | 83-70 | 74-77   | 76-78  | 71-84 | 99-89 | 70-78 | 74-70  | 73-58  | 66-69 | 70-88  | 94-87 | 56-67  | 71-82 | 105-107 |        |

## Playoffs

### Confrontos
|  | Quartas-de-final | Quartas-de-final                       | Quartas-de-final                       |              |               | Semifinais | Semifinais | Semifinais |  |  | Final | Final         | Final |
|  |                  |                                        |                                        |              |               |            |            |            |  |  |       |               |       |
|  |                  | Fundación Globalcaja La Roda           | 0                                      |              |               |            |            |            |  |  |       |               |       |
|  |                  | Real Canoe NC                          | 3                                      |              |               |            |            |            |  |  |       |               |       |
|  |                  | Real Canoe NC                          | 3                                      |              | Real Canoe NC | 3          |            |            |  |  |       |               |       |
|  |                  |                                        |                                        |              | Real Canoe NC | 3          |            |            |  |  |       |               |       |
|  |                  |                                        | Arcos Albacete Basket                  | 2            |               |            |            |            |  |  |       |               |       |
|  |                  | Torrons Vicens CB L'Hospitalet         | Arcos Albacete Basket                  | 2            | 1             |            |            |            |  |  |       |               |       |
|  |                  | Torrons Vicens CB L'Hospitalet         |                                        |              | 1             |            |            |            |  |  |       |               |       |
|  |                  | Arcos Albacete Basket                  | 3                                      |              |               |            |            |            |  |  |       |               |       |
|  |                  |                                        |                                        |              |               |            |            |            |  |  |       | Real Canoe NC | 3     |
|  |                  |                                        |                                        | HLA Alicante | 2             |            |            |            |  |  |       |               |       |
|  |                  | HLA Alicante                           | 3                                      |              |               |            |            |            |  |  |       |               |       |
|  |                  | Navarra                                | 2                                      |              |               |            |            |            |  |  |       |               |       |
|  |                  | Navarra                                | 2                                      |              | HLA Alicante  | 3          |            |            |  |  |       |               |       |
|  |                  |                                        |                                        |              | HLA Alicante  | 3          |            |            |  |  |       |               |       |
|  |                  |                                        | Ávila Auténtica Carrefour "El Bulevar" | 0            |               |            |            |            |  |  |       |               |       |
|  |                  | Ávila Auténtica Carrefour "El Bulevar" | Ávila Auténtica Carrefour "El Bulevar" | 0            | 3             |            |            |            |  |  |       |               |       |
|  |                  | Ávila Auténtica Carrefour "El Bulevar" |                                        |              | 3             |            |            |            |  |  |       |               |       |
|  |                  | Aceitunas Fragata Morón                | 0                                      |              |               |            |            |            |  |  |       |               |       |

#### Quartas de final
| Time 1                                 | Série | Time 2                  | 1º Jogo | 2º Jogo | 3º Jogo | 4º Jogo | 5º Jogo |
| -------------------------------------- | ----- | ----------------------- | ------- | ------- | ------- | ------- | ------- |
| Fundación Globalcaja La Roda           | 0-3   | Real Canoe NC           | 74-78   | 62-66   | 51-75   |         |         |
| Torrons Vicens CB L'Hospitalet         | 1-3   | Arcos Albacete Basket   | 63-67   | 67-59   | 52-89   | 70-74   |         |
| HLA Alicante                           | 3-2   | Basket Navarra          | 67-59   | 87-68   | 85-90   | 91-92   | 86-61   |
| Ávila Auténtica Carrefour "El Bulevar" | 3-0   | Aceitunas Fragata Morón | 72-67   | 75-72   | 68-65   |         |         |

#### Semifinal
| Time 1        | Série | Time 2                                 | 1º Jogo | 2º Jogo | 3º Jogo | 4º Jogo | 5º Jogo |
| ------------- | ----- | -------------------------------------- | ------- | ------- | ------- | ------- | ------- |
| Real Canoe NC | 3-2   | Arcos Albacete Basket                  | 59-55   | 75-66   | 71-72   | 60-74   | 71-55   |
| HLA Alicante  | 3-0   | Ávila Auténtica Carrefour "El Bulevar" | 97-61   | 72-58   | 76-75   |         |         |

#### Final
| Time 1        | Série | Time 2       | 1º Jogo | 2º Jogo | 3º Jogo | 4º Jogo | 5º Jogo |
| ------------- | ----- | ------------ | ------- | ------- | ------- | ------- | ------- |
| Real Canoe NC | 3 - 2 | HLA Alicante | 84-74   | 60-87   | 72-70   | 65-77   | 74-62   |

## Promoção e rebaixamento
Seguindo os critérios de mérito desportivos previstos no estatuto da competição, ao término da temporada regular:

### Promovidos para aLiga LEB Ouro
- Vencedor da temporada regular: Covirán Granada
- Vencedor dos playoffs: Real Canoe NC

### Rebaixados para aLiga EBA
- As equipes classificadas entre o 13º e 16º lugares: Xuven Cambados, Aquimisa Laboratorios Queso Zamorano, Agustinos Leclerc e CB Martorell

## Artigos relacionados
- Liga Endesa
- LEB Ouro
- Liga EBA
- Seleção Espanhola de Basquetebol